# Aksaray (métro d'Istanbul)
Pour les articles homonymes, voir Aksaray.
Alsaray est une station de la ligne M1 du métro d'Istanbul, en Turquie. Située sous le boulevard Adnan Menderes Vatan (Adnan Menderes Vatan bulvarı, en turc), elle est inaugurée le 3 septembre 1989 avec l'ouverture de la ligne.

## Histoire
La station Aksaray est mise en service le 3 septembre 1989, lors de l'ouverture à l'exploitation de la première section, d'Aksaray à Kocatepe, de la ligne M1.  
Terminus oriental de la ligne depuis sa création, elle devient une simple station de passage, le 9 novembre 2014, lors de la mise en service du prolongement, de 0,8 km, jusqu'à Yenikapı, le nouveau terminus oriental de la ligne M1.

## Services aux voyageurs

### Desserte

Installations et desserte
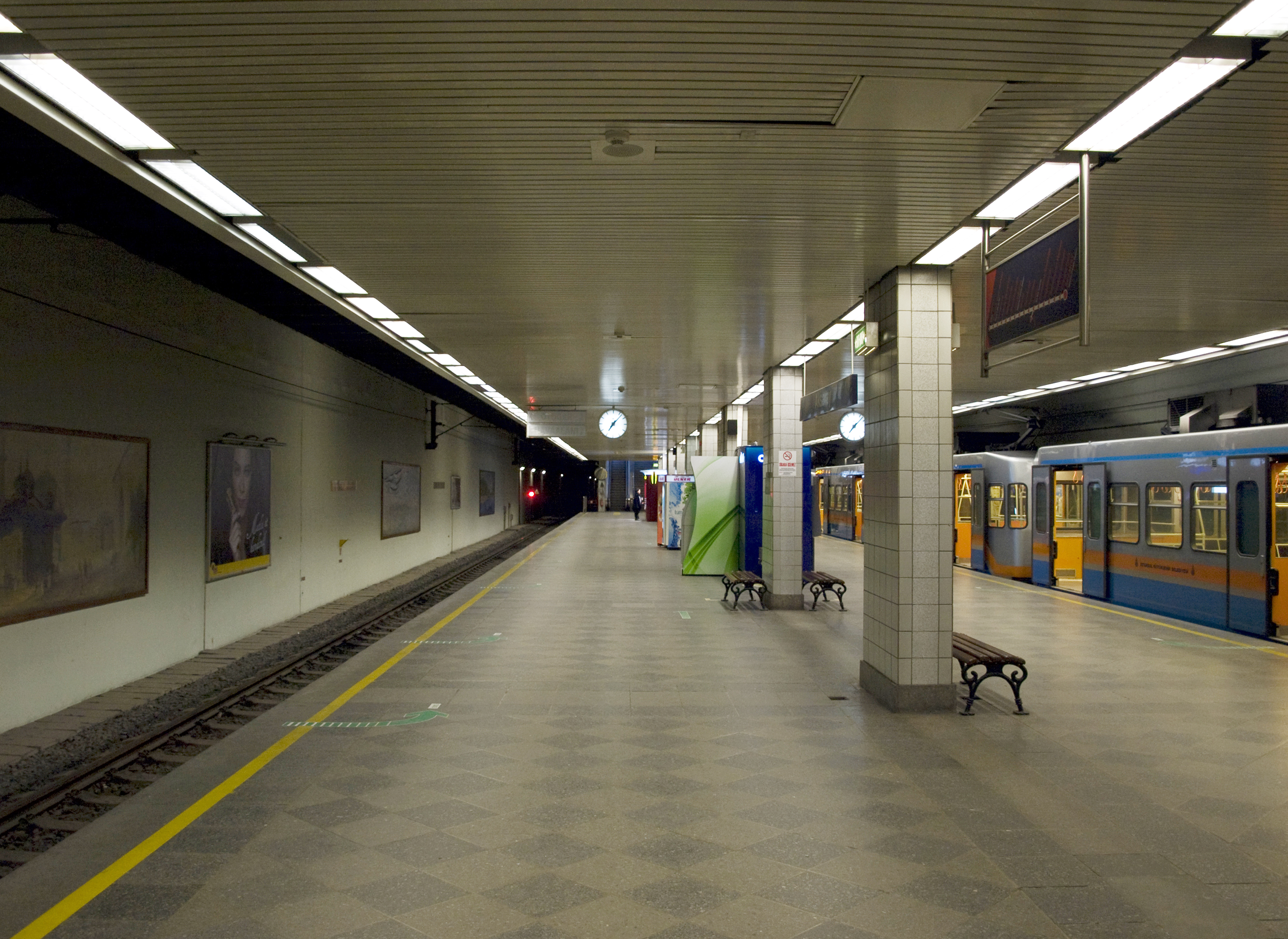
2011.
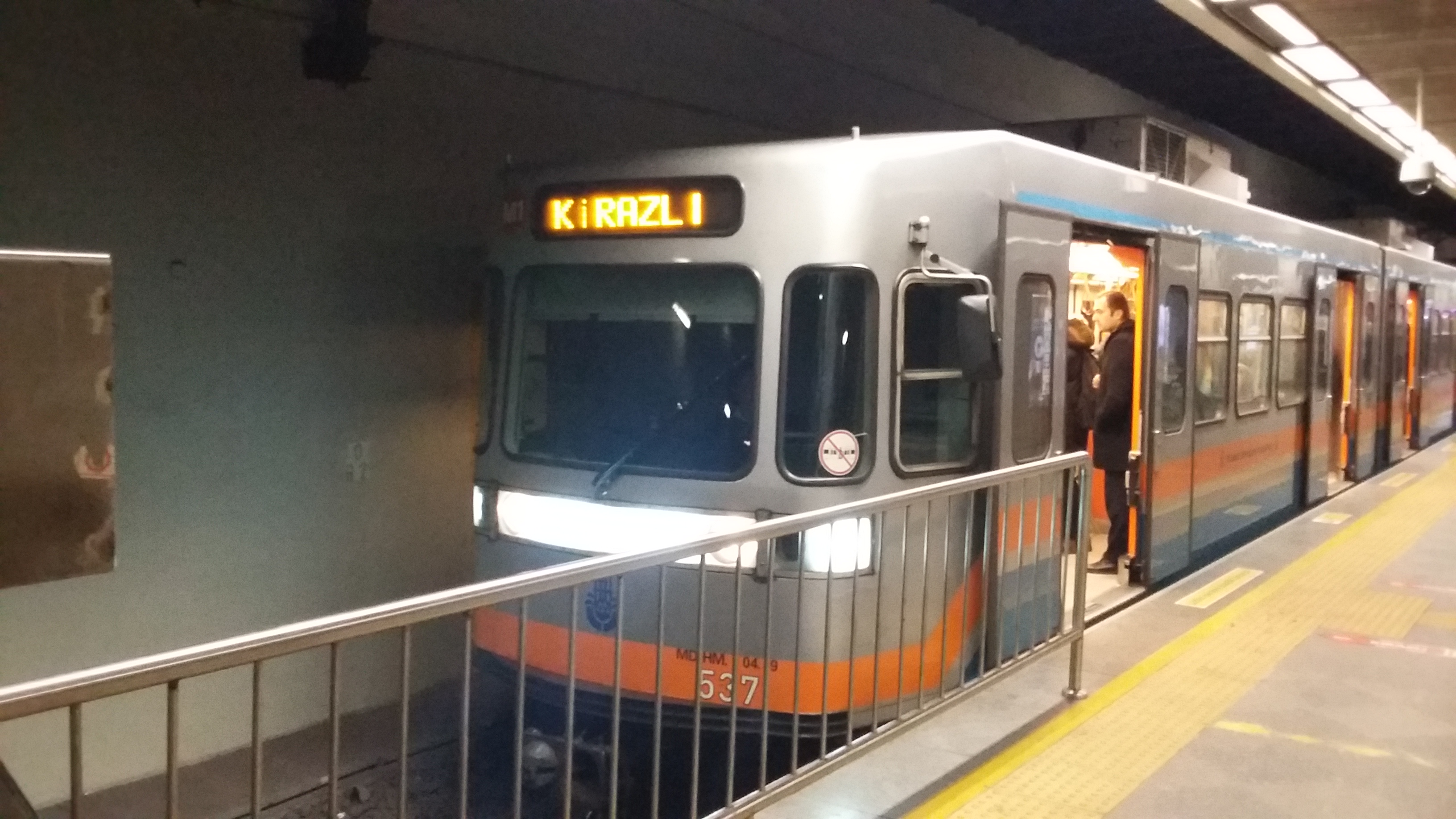
Janvier 2017.